# COGAG-Antrieb

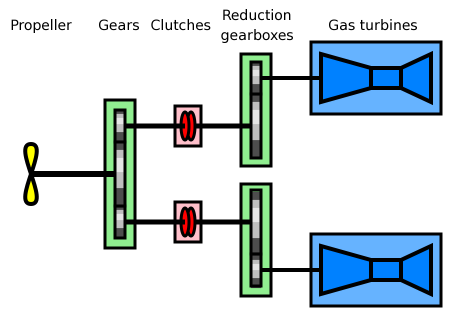
Prinzip eines COGAG Antriebssystems

Ein COGAG-Antrieb (für Combined Gas and Gas) ist ein Schiffsantriebskonzept, bei dem zwei verschiedene Gasturbinen auf die Antriebswelle(n) geschaltet werden. Der Vorteil dieser Antriebsart ist, ähnlich wie beim verwandten CODAG-Antrieb, der geringe Treibstoffverbrauch, der Nachteil das komplizierte Sammelgetriebe.
COGAG-Antriebe werden insbesondere im Kriegsschiffbau eingesetzt. Die ersten Kriegsschiffe, die dieses System erhielten, waren in den 1970er Jahren die Amazon-Klasse der Royal Navy. Die Anlage erwies sich als wartungsintensiv, und das komplizierte System erwies sich bei hohem Seegang als äußerst instabil.